# Lijst van burgemeesters van Putten
Dit is een lijst van burgemeesters van de Nederlandse gemeente Putten in de provincie Gelderland.
| Ambtsperiode | Naam burgemeester                           | Partij of stroming | Bijzonderheden                        |
| ------------ | ------------------------------------------- | ------------------ | ------------------------------------- |
| 1808 - 1817  | Pieter Johannes Heyblom                     |                    | door de Fransen aangesteld als schout |
| 1818 - 1850  | Coenraad Johan van Dedem van Driesberg      |                    |                                       |
| 1850 - 1855  | Hermanus Verwoert                           |                    |                                       |
| 1856 - 1885  | Christiaan Annas Seger Hiebendaal           |                    |                                       |
| 1886 - 1899  | Christiaan Jan van Eeghen                   |                    |                                       |
| 1899 - 1910  | Willem Roosmale Nepveu                      | CHU                |                                       |
| 1910 - 1927  | Johannes Arnoldus Vermeer                   |                    |                                       |
| 1927 - 1941  | jhr. Mathieu Lambert van Geen               |                    |                                       |
| 1941 - 1944  | Frits Klinkenberg                           | NSB                |                                       |
| 1944 - 1945  | Cornelis Vervoorn                           |                    |                                       |
| 1945 - 1945  | Pieter Westerling                           |                    |                                       |
| 1945 - 1946  | Gijsbert Jan Numan                          |                    | waarnemend                            |
| 1946 - 1948  | jhr. Mathieu Lambert van Geen               |                    |                                       |
| 1949 - 1978  | jhr. mr. Willem Frederik Quarles van Ufford |                    |                                       |
| 1978 - 1997  | Adrianus Jacobus Berkhout                   | CHU / CDA          |                                       |
| 1997 - 2010  | Berend Jan van Putten                       | SGP                |                                       |
| 2010 - 2011  | Ria Aartsen-den Harder                      | CDA                | waarnemend                            |
| 2011 - heden | Henk Lambooij                               | SGP                |                                       |